# 曖昧 (レイニー・ヤンの曲)
「曖昧」（あいまい）は、レイニー・ヤン初の日本語シングル。2010年1月27日にソニー・ミュージックエンタテインメントより発売された。

## 概要
レイニー・ヤンの代表曲「曖昧」の日本語バージョンとカップリング曲の「恋の魔法」を新たにレコーディング2曲収録。
CDジャケットは、日本で撮影したオリジナルジャケット仕様。

## 収録曲
1. 曖昧（Japanese version） [4:09]
作詞：Yi-Xuan Jiang、Xi-Xuan Yan - 作曲：Xiao-Leng
2. 恋の魔法（Japanese version） [2:59]
作詞：ログザンヌ・シーマン、Fossheim、Olay Andreas、Ludvigsen、Kine、Yuki Kawamura - 作曲：ログザンヌ・シーマン、Fossheim、Olay Andreas、Ludvigsen、Kine